# Cañón de cadena L94A1
L94A1 es la designación del Ministerio de Defensa británico para la versión de cañón largo del cañón de cadena Hughes EX-34 , que está instalado en varios vehículos de combate blindados del ejército británico, incluidos el Challenger 2 y el  Warrior. También se adquirió en pequeñas cantidades una segunda versión con un cañón más corto, designado L95A1.
El arma fue producida por Heckler & Koch en el Reino Unido.

## Diseño
El EX-34 fue diseñado específicamente para su uso como arma coaxial en vehículos blindados y tiene una serie de características que lo hacen adecuado para esta función. El arma se alimenta externamente, lo que significa que los fallos de disparo no necesitan ser eliminados manualmente, sino que las rondas simplemente se expulsan. Todas las carcasas gastadas se expulsan hacia adelante fuera de la torreta. Esto evita la acumulación de carcasas gastadas que provocan interrupciones. Además, todo el gas generado al disparar se ventila a través del cañón y el tubo de expulsión, lo que evita la acumulación de gases tóxicos dentro del vehículo blindado. El arma se enfría mediante un sistema  venturi, que aspira aire frío por la chaqueta y actúa como extractor de humos.
El arma fue pensada originalmente como un reemplazo del arma coaxial en el tanque estadounidense  M60. El arma fue evaluada tanto por el Ejército de los EE. UU como por el Centro de Armas Naval de los EE. UU, quienes informaron que el rendimiento del arma fue sobresaliente durante todas las fases de las pruebas. Sin embargo, ninguno eligió adoptar el arma.
Durante las pruebas realizadas por Hughes, el arma demostró ser extremadamente confiable, disparando dos ráfagas de 10,000 rondas que duraron 20 minutos a 500 rondas por minuto. Tiene una tasa de rondas reportadas entre la falla de aproximadamente 50,000 rondas.

## Problemas
Los problemas con los sistemas eléctricos del  Warrior IFV han provocado que el arma se dispare sin previo aviso varias veces, lo que ha provocado que el ejército emita un aviso de seguridad. En al menos un incidente, esto ha resultado en lesiones a un soldado británico y en otros a civiles. El Ministerio de Defensa negó el problema inicialmente.
Además, el montaje del arma en el Challenger 2 impide que se pueda apuntar con precisión utilizando la mira principal por debajo de un alcance mínimo de 200 metros, lo que ha provocado al menos una muerte por "fuego amigo".